# Grofgeribde grasslak
De grofgeribde grasslak (Xeroplexa intersecta, synoniem Candidula intersecta) is een slakkensoort uit de familie van de Geomitridae. De wetenschappelijke naam van de soort werd, als Helix intersecta, voor het eerst geldig gepubliceerd in 1801 door Jean Louis Marie Poiret.

## Kenmerken
De bolvormige, kegelvormige behuizing is 5 tot 8 mm hoog en 7 tot 13 mm breed.  Het heeft 5 tot 6½ licht gewelfde, regelmatig oplopende bochten, die van elkaar gescheiden zijn door een ondiepe naad en zwak geschouderd zijn aan de omtrek. De buitenste lijn van de windingen is enigszins convex. De iets brede en diepe opening is enigszins opvallend. De mond is afgerond en heeft een duidelijke witte lip aan de binnenkant. 
De witachtige, lichtbruine tot roodachtig geelachtige behuizing is ondoorzichtig. Het oppervlak vertoont enigszins onregelmatige ribben. De tekening bestaat uit donkere spiraalvormige banden en vlekken, de kleur van de schelp en het patroon is zeer variabel. De banden kunnen gebroken, vlekkerig, versmolten of volledig afwezig zijn. Er kunnen dus ook volledig witte of bruine exemplaren verschijnen.
Het zachte lichaam is geelachtig of blauwgrijs met donkere pigmentvlekken. 

## Verspreiding en leefgebied
Het verspreidingsgebied van deze soort strekt zich uit van de Britse Eilanden via West- en Noord-Frankrijk, Noord-Portugal, Noordwest-Spanje, België, Nederland, Noord-Duitsland, Denemarken tot het meest zuidelijke deel van Zweden. De soort verspreidt zich momenteel. Het is waarschijnlijk dat deze soort recentelijk in Engeland geïntroduceerd, aangezien er geen vondsten uit de middeleeuwen of ouder zijn. De soort is onlangs ook in Nieuw-Zeeland geïntroduceerd. De soort is nu ook waargenomen aan de westkust van de Verenigde Staten en op de Azoren.
De grofgeribde grasslak geeft de voorkeur aan warme, droge en open locaties op kalkrijke gronden, vooral in duinen en korte met gras begroeide hellingen, maar wordt ook aangetroffen in daarvoor geschikte tuinen of op ruige plekken.

## Levenswijze
De dieren leven op de grond of op lage planten. Ze kruipen minder snel in bomen en tolereren ook gecultiveerde bodems, zoals geoogste maïsvelden. Tijdens langdurige droogten graven ze zich in de grond of verstoppen ze zich onder grote stenen. Ze sluiten de mond af met een ondoorzichtig, wit, krijtachtig diafragma. De eieren worden tussen mei en oktober in de grond gelegd. De eieren hebben een diameter van één millimeter.